# معركة كوكبا 1978
كانت معركة كوكبا مناوشة وقعت في التاسع من مايو عام 1978 عندما هاجم جنود منظمة التحرير الفلسطينية قوات حفظ السلام النرويجية. وقعت المعركة بعد حوالي ستة أسابيع من وصول القوات النرويجية الأولى (كان أول وصول في 25 مارس) إلى لبنان. أصدر الجيش النرويجي التسجيلات الصوتية للمعركة في عام 2008.

## المعركة
تعتبر هذه المناوشة واحدة من أصعب المعارك التي خاضها الجنود النرويجيون في قوة اليونيفيل ، ووصل جنود منظمة التحرير الفلسطينية إلى مسافة 30 متراً. وخلال المناوشة، أطلق النرويجيون حوالي 200 طلقة من مدفع رشاش، و50 طلقة من أسلحة أوتوماتيكية وقنبلتين يدويتين من طراز كارل جوستاف آر إف كيه . وأطلقت منظمة التحرير الفلسطينية حوالي عشرة أضعاف هذه الطلقات من أسلحة يدوية، فضلاً عن ثماني قنابل يدوية. وفي النهاية استسلم الجيش النرويجي وتعهدت بعدم إطلاق النار على النرويجيين مرة أخرى. وقتل أحد النرويجيين بجروح طفيفة أثناء الهجوم. وكانت الخسائر الرسمية الجيش النرويجي قتيلاً وجريحاً. ويعتقد الجنود النرويجيون أن العدد الحقيقي للقتلى الفلسطينيين أقرب إلى ثمانية.